# Championnat des Émirats arabes unis de football 1999-2000
Navigation
Saison suivante Saison suivante
La saison 1999-2000 du Championnat des Émirats arabes unis de football est la vingt-sixième édition du championnat national de première division aux Émirats arabes unis. Les douze meilleures équipes du pays sont regroupées au sein d'une poule unique où elles s'affrontent deux fois au cours de la saison, à domicile et à l'extérieur. À la fin du championnat, les deux derniers du classement sont relégués et remplacés par les deux meilleurs clubs de deuxième division.
C'est l'Al Ain Club qui remporte la compétition, après avoir terminé en tête du classement final, avec un seul point d'avance sur Al Nasr Dubaï et deux sur le tenant du titre, Al-Wahda Club. C'est le 6e titre de champion des Émirats arabes unis de l'histoire du club.

## Les clubs participants
| - Emirates Club - Promu de D2 - Al-Wahda Club - Al Sha'ab Sharjah - Al Ain Club - Al Ahly Dubaï - Al-Khaleej Club | - Al Jazira Club - Kalba Union - Promu de D2 - Al Nasr Dubaï - Al Shabab Dubaï - Al Wasl Dubaï - Bani Yas Club |

## Compétition

### Classement
Le classement est établi sur le barème de points classique (victoire à 3 points, match nul à 1, défaite à 0).
| Rang | Équipe                | Pts | J  | G  | N  | P  | Bp | Bc | Diff |
| ---- | --------------------- | --- | -- | -- | -- | -- | -- | -- | ---- |
| 1    | Al Ain Club           | 47  | 22 | 13 | 7  | 2  | 48 | 25 | +23  |
| 2    | Al Nasr Dubaï         | 46  | 22 | 11 | 9  | 2  | 40 | 20 | +20  |
| 3    | Al-Wahda Club (T) (C) | 45  | 22 | 12 | 6  | 4  | 49 | 27 | +22  |
| 4    | Al Sha'ab Sharjah     | 38  | 22 | 10 | 8  | 4  | 37 | 27 | +10  |
| 5    | Al Jazira Club        | 34  | 22 | 8  | 10 | 4  | 35 | 29 | +6   |
| 6    | Al Ahly Dubaï         | 32  | 22 | 9  | 5  | 8  | 42 | 28 | +14  |
| 7    | Al Wasl Dubaï         | 27  | 22 | 6  | 7  | 9  | 29 | 33 | -4   |
| 8    | Al Shabab Dubaï       | 25  | 22 | 5  | 10 | 7  | 28 | 24 | +4   |
| 9    | Kalba Union (P)       | 20  | 22 | 5  | 5  | 12 | 19 | 40 | -21  |
| 10   | Emirates Club (P)     | 18  | 22 | 4  | 6  | 12 | 20 | 40 | -20  |
| 11   | Bani Yas Club         | 18  | 22 | 5  | 3  | 14 | 35 | 56 | -21  |
| 12   | Al-Khaleej Club       | 16  | 22 | 4  | 4  | 14 | 21 | 54 | -33  |

|  | Qualification pour la Coupe des clubs champions 2000-2001                                   |
|  | Qualification pour la Coupe des Coupes 2000-2001                                            |
|  | Relégation directe en deuxième division                                                     |
|  | (T) : Tenant du titre (C) : Vainqueur de la Coupe des Émirats arabes unis (P) : Promu de D2 |

## Bilan de la saison
| Championnat des Émirats arabes unis de football 1999-2000                        |                        |
| Champion                                                                         | Al Ain Club (6e titre) |
| Coupes et trophées                                                               |                        |
| Vainqueur de la Coupe des Émirats arabes unis 1999-2000                          | Al-Wahda Club          |
| Qualifications continentales                                                     |                        |
| Coupe des clubs champions 2000-2001                                              | Al Ain Club            |
| Coupe des Coupes 2000-2001                                                       | Al-Wahda Club          |
| Promotions et relégations                                                        |                        |
| Promus en UAE Football League                                                    | Sharjah SC             |
| Promus en UAE Football League                                                    | Al Ahly Fujeira        |
| Relégués en Championnat des Émirats arabes unis de football de deuxième division | Bani Yas Club          |
| Relégués en Championnat des Émirats arabes unis de football de deuxième division | Al-Khaleej Club        |